# Света Варвара (Драма)
„Света Варвара“ (на гръцки: Αγίας Βαρβάρας) е православна църква в македонския град Драма, Егейска Македония, Гърция.
Църквата е разположена близо до изворите на Драматица. Според местната легенда на мястото е имало църква, посветена на света Варвара. В 1830 година църквата е разрушена от османците, за да се построи на нейно място джамия. През нощта обаче езерото прелива и залива парцела и така осуетява плановете на мюсюлманите и света Варвара става покровителка на града. В 1920 година на мястото е издигата сегашната църква.